# Unión del Pueblo Español
Unión del Pueblo Español va ser una associació política espanyola creada durant el tardofranquisme i que, convertida en partit polític, formaria juntament amb altres forces Aliança Popular el setembre de 1976. Les associacions polítiques van ser resultat del desenvolupament de la Llei Orgànica de l'Estat de 1966 i pretenien impulsar un limitat pluralisme dintre del règim franquista, si bé no van tenir més capacitat que la d'organitzar les forces polítiques del franquisme davant el procés de la Transició.
Els seus caps foren el llavors ministre d'Educació, Cruz Martínez Esteruelas i el sotssecretari general del Moviment Nacional, Adolfo Suárez. La Unión del Poble Espanyol volia agrupar la tots aquells polítics més oficialistes del franquisme, lligats a l'aparell burocràtic del Moviment. Encara que Cruz Martínez Esteruelas havia ingressat en Aliança Popular, va ser Adolfo Suárez, quan es va posar al capdavant de la Unió de Centre Democràtic, qui va aprofitar aquesta estructura a les eleccions de 1977.

## Alguns membres
En juliol de 1975 formava part del grup 150 promotors:
- Fernando Abril Martorell (acabà a les files d'Unió de Centre Democràtic)
- Mariano Calviño de Sabucedo Gras
- Agustín Cotorruelo Sendagorta
- Fernando Dancausa de Miguel
- Blanca García-Valdecasas y Andrada-Vanderwilde
- José Muñoz Ávila
- Juan Velarde Fuertes
- Julian Bercianos Martin